# 飛騨みやがわ考古民俗館
飛騨みやがわ考古民俗館（ひだみやがわこうこみんぞくかん）は、岐阜県飛騨市にある文化財資料館である。

## 施設概要

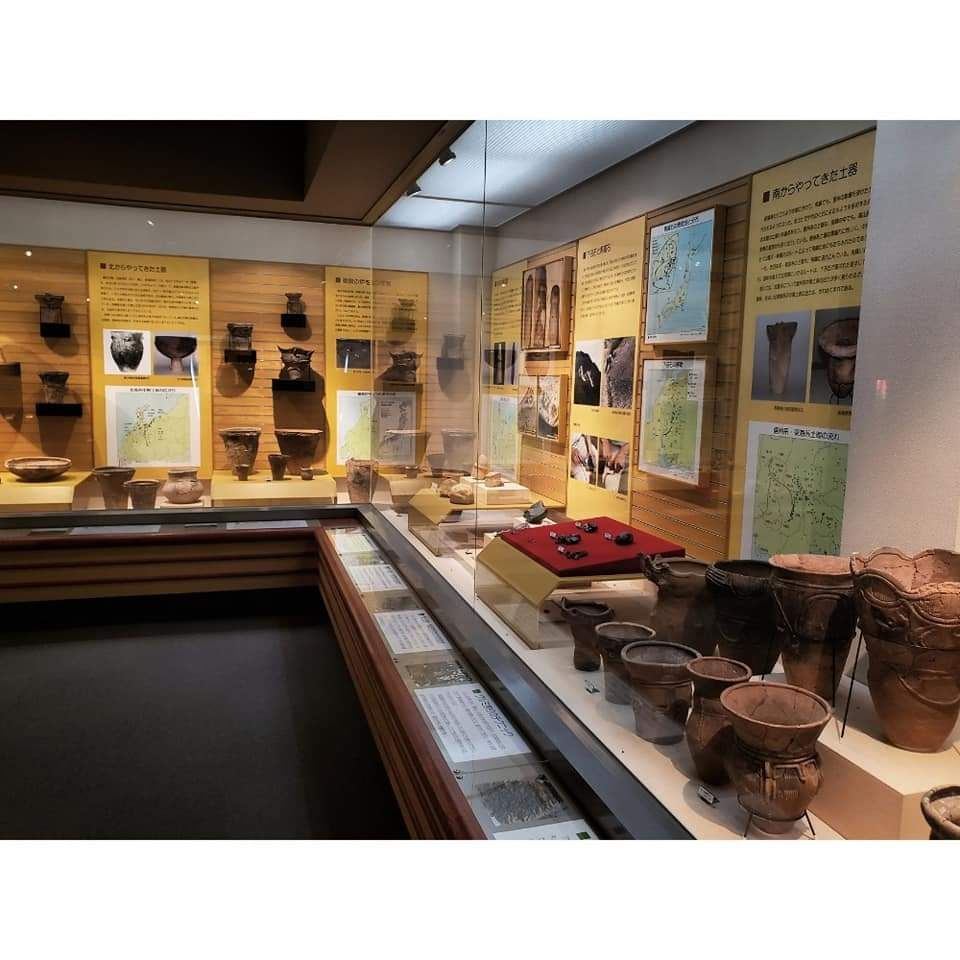
飛騨みやがわ考古民俗館の考古展示室

飛騨市教育委員会が管理する文化施設であり、郷土文化伝習館と出土文化財管理センター・宮川及び周辺地域の積雪期用具収蔵庫で構成されている。条例では「宮川地区の伝統ある生活文化遺産の保護及び保存並びに埋蔵文化財の保存管理と活用を図るための施設」に位置づけられており、旧宮川村(飛騨市宮川町)の民俗資料および考古資料の保存管理と活用を担っている。現在は、旧宮川村を含む４町村合併による飛騨市成立後の発掘調査出土資料も収蔵している。また、敷地内には移築された古民家1棟が存在する。

### 歴史
郷土文化伝習館は、旧宮川村の民俗資料を収集展示する施設として、1989年12月に竣工し1990年4月に開館した。同年10月には収蔵庫が完成、1987年3月3日に「宮川及び周辺地域の積雪期用具」として国有形民俗文化財の指定を受けた2,800点をはじめとする民俗資料を一括して収蔵した。1991年には、当時村内に残っていた唯一の茅葺き家屋である旧中村家を移築した。
1990年代には、旧宮川村内で国道360号に伴う工事等で発掘調査が激増した。多量の考古資料の保管施設が必要となり、1995年9月、展示室・整理作業室・収蔵庫を兼ね備えた出土文化財管理センターが、郷土文化伝習館に隣接して建てられた。
1995年9月19日に4施設をまとめて飛騨みやがわ考古民俗館として開館し、2004年に町村合併により飛騨市が成立すると、同市の施設となった。

### 利用案内
- 所在地：飛騨市宮川町塩屋104
- 交通：JR高山本線打保駅から徒歩10分
- 開館時間：9時～17時（最終入館16時30分）
- 開館日：不定期開館
- 入館料：無料

### 主な収蔵資料
「宮川及び周辺地域の積雪期用具」2,800点をはじめ、宮川を主に飛騨各地で収集した、江戸時代から現代までの民俗資料や宮川町内の発掘調査で出土した、旧石器～縄文時代が主の考古資料を収蔵している。宮ノ前遺跡出土品1,029点、堂ノ前遺跡出土品435点、家ノ下遺跡出土品126点、塩屋金清神社遺跡出土品252点は岐阜県重要文化財（考古資料）の指定を受けている。

## 石棒クラブの取り組み
2019年3月、市内外のファンを増やすことで、飛驒みやがわ考古民俗館が存続する姿を模索する活動を開始。IT企業・金融機関・建築士と学芸員とでプロジェクトチーム「石棒クラブ」を立ち上げた。活動は、考古民俗館で収蔵する塩屋金清神社遺跡・島遺跡から出土した1,000点をこえる石棒を前面に出し、いかにして関係人口を増やしていけるかに挑戦している。また、それにより、飛騨市なりに小規模ミュージアムのあり方を示すことを目指している。

### 一日一石棒
塩屋金清神社遺跡で出土した石棒類1,074 本を撮影し、ほぼ毎日1点ずつInstagram（#石棒クラブ）で公開している。公開終了に3年以上を要するため、年数回撮影会を計画し、撮影者を募集して実施している。メリットは、誰でも石棒に触れて撮影することができることである。

### オンラインツアー
新型コロナウイルス感染症拡大による閉館中、2020年5月3日に、飛騨みやがわ考古民俗館を舞台に、石棒クラブでオンラインツアーを実施した。展示品だけでなく、普段は収蔵している石棒の解説もあった。ツアーには、200名近い参加があった。参加者間の意見交流も活発にみられた。企画のために必要な資材やノウハウなどの情報はすぐに公開された。

### 資料の3Dデータの公開と商用利用
飛驒市教育委員会で作った石棒等の3次元データを、sketchfab にて石棒3Dデータ公開している。このデータは、FabCafé Hida にて出力することができる。今後は、ヒダスケ！を活用して3Dデータの取得と公開を計画しているところである。これは普段収蔵庫で保管している著作権フリーの考古資料を、地域比較するための資料として公開していくという考え方に基づいている。

## 今後の展開
これまでの文化財を取り巻く調査研究活動に加え、商用利用にも供して経済的価値も付加することができれば、より一層持続可能な形で文化財を継承できると想定している。また、館の活用を通じて飛驒市のファンを増やすことができれば、人口減少先進地という社会的な課題の解決になると考えている。